# Vsévolod Merkúlov
Vsévolod (Borís) Nikolàievitx Merkúlov (rus: Всеволод Николаевич Меркулов) (25 d'octubre de 1895 - 23 de desembre de 1953) va ser un polític soviètic, cap del NKGB entre febrer i juliol de 1941, i de nou entre abril de 1943 i març de 1946 i ministre del Control Estatal entre 1950 i 1953. Va ser un dels membres de l'anomenada «màfia georgiana» de Lavrenti Béria, cap de l'NKVD, sent executat quan Béria va caure.
Membre del PCUS (1939-1953), va ser membre del Soviet Suprem de la Unió Soviètica.